# Livestorm
Livestorm es una aplicación web de conferencia web en línea que se utiliza para compartir secuencias de vídeo en tiempo real. Livestorm puede ser utilizado para organizar reuniones en línea, demostraciones de productos, seminarios web de ventas, lecciones en línea, sesiones de capacitación o cualquier otro evento en vivo o fuera del sitio.

## Historia
Livestorm fue fundada en 2016, en París, Francia por Gilles Bertaux, Robin Lambert, Vincent Garreau y Tom Forlini.

## Tecnología
La tecnología central de Livestorm está basada en el uso de WebRTC y web sockets para permitir interacciones en tiempo real y de baja latencia. La calidad de las secuencias de vídeo, así como su formato, se adapta automáticamente a las necesidades del usuario [navegador web]. La secuencia sirve como una secuencia WebRTC para navegadores compatibles, incluyendo Google Chrome, Firefox, y Opera, con una copia de seguridad en HLS para Internet Explorer y Safari.

## Características
Livestorm proporciona webinar y video streaming en HD, pantalla o vista de aplicaciones compartidas, documentos compartidos vía upload, iframe o Youtube incrustado, chat de texto para los participantes, funcionalidad de preguntas y respuestas para los participantes, encuestas, una página de registro personalizada, repeticiones disponibles para streaming o descarga, invitación de presentadores en el escenario, y soporte para eventos recurrentes.